# Topmejse
Topmejsen (Lophophanes cristatus) er en spurvefugl, der er almindelig som ynglefugl i nåleskove i Jylland og på Fyn. Den findes i øvrigt i store dele af Europa.

## Beskrivelse
Topmejsen har en længde på 10,5-12 cm, et vingefang på 17-20 cm og vejer 10-13 g. Arten er en karakteristisk mejse med sin sort- og hvidspættede top. Andre kendetegn er den sorte hagesmæk, den sorte ring omkring hovedet og ørerne, den jævnt brune overside, den smudsighvide underside og de beigebrune flanker. Kønnene er ens, og ungfuglene ligner meget de voksne fugle.
Den kan nemmest forveksles med Sortmejsen, som den har farve- og adfærdsligheder med. Men Topmejsens karakteristiske top og Sortmejsens rent hvide kinder og hvide nakkeplet er gode adskillende kendetegn.
Topmejsens stemme adskiller sig fra andre mejsearter ved sin meget rullende karakter. Sangen er bygget op om et tsit-tsit-tserrr i et ret snerrende eller rullende forløb, der stiger og falder. Det meget karakteristiske kald kan gengives som et dæmpet, rullende chuurrrr. Desuden høres som hos andre mejser et højt, tyndt tsitt eller si, der ofte kombineres med det rullende kald.
Fuglen lever normalt ca. 3 år, men kan blive op til 11 år.

## Forekomst
Topmejsen yngler kun i Europa, hvor den er udbredt i de fleste lande (med undtagelse af fx Island, Irland og Italien). Fuglen lever primært i ældre nåleskov, men forekommer på den Iberiske Halvø også i løvskove. Den er afhængig af gamle træer til udhugning af redehuller.
I Danmark er Topmejsen en almindelig ynglefugl, og ynglebestanden tæller 20.000-30.000 par. Den indvandrede fra Nordtyskland i slutningen af 1800-tallet og nåede til Sønderjylland i 1890'erne, Nord- og Vestjylland i 1920'erne og Fyn i årene 1920-1940. Siden 1980 har ynglebestanden været ret stabil.
Topmejsen er en udpræget standfugl, der ses i Danmark året rundt, og den strejfer kun omkring over forholdsvis begrænsede afstande. Derfor er udbredelsen også helt begrænset til Jylland og Fyn. Storebælt udgør simpelthen en for stor barriere for den ekstremt stedfaste fugl, så der er kun gjort ganske få observationer af fuglen på Sjælland gennem årene.
Der er registreret syv forskellige underarter af Topmejsen
.
Det er underarten mitrasus, der yngler i Danmark, mens cristatus ses som gæst fra Sverige
.
- L. c. scoticus, Skotland
- L. c. abadiei, V Frankrig
- L. c. weigoldi, Iberiske Halvø
- L. c. cristatus, N og Ø Europa til Karpaterne
- L. c. baschkirikus, SV og centrale Uralbjerge
- L. c. mitratus, Centraleuropa (og Jylland) til NØ Spanien, Alperne og N Balkan
- L. c. bureschi, Albanien til Bulgarien og Grækenland

## Biologi
I modsætning til andre mejser udhugger Topmejsen selv sine redehuller i gamle, rådne træer eller lignende. Reden bygges af mos og andre plantedele. Den lægger æg i april-maj og får som regel 1 (og undertiden 2) kuld. Kuldstørrelsen er 4-8 æg (det mindste kuld blandt mejserne), rugetiden er 13-18 dage, og ungerne er flyvefærdige efter 16-20 dage. Det er hunnen, der står for både udhugning, redebygning og rugning.
Topmejsens føde består af edderkopper, insekter og insektlarver om sommeren og primært granfrø om vinteren.